# Domnișoara Oyu
Domnișoara Oyu este un film japonez din 1951, regizat de Kenji Mizoguchi.